# Banque Stern
La banque Stern, issue de la très ancienne maison Stern, fondée en 1832, rue de Provence à Paris par Antoine Jacob Stern, neveu de Salomon Mayer von Rothschild sous le nom de A. J. Stern & Cie en qualité de banque d'affaires puis à partir de 1935 de banque. Faisant partie des principales hautes banques au XIXe siècle, l'établissement est devenu banque Stern au XXe siècle avec une activité de banque d'affaires et de banque privée.
La dynastie de banquiers juifs de la famille Stern descend de la famille Hass-Kahn originaire de Francfort-sur-le-Main depuis 1530. La branche Stern se sépare de la famille Hass-Kahn au XVIIe siècle.

## Histoire
Jacob Samuel Hayum, fonde la banque Jacob S.H. Stern (de) le 1er mars 1819. Il a douze enfants qui s'allient à de grandes familles juives de banquiers et se dispersent sur le continent européen. Julius Stern s'installe à Berlin et y ouvre un établissement bancaire en 1840. David et Hermann Stern s'installent à Londres et ouvrent la banque Stern brothers en 1844. Abraham Jacob (Antoine Jacob) s'installe rue de Provence à Paris, comme négociant en 1832, et deux ans plus tard, ouvre la banque A.J. Stern & Cie, qui deviendra la banque Stern.
Antoine Jacob Stern s'associe en juin 1842 avec son frère Léopold Stern (1810-1846) sous la raison sociale A. J. Stern & Cie, au 33, rue Laffitte, pour former l'une des dix principales banques d'affaires européennes intervenant principalement en France et en Italie, mais aussi en Angleterre avec leurs cousins qui fondent en 1844 Stern Brothers.
Au XXe siècle, la famille Stern est actionnaire de la Banque de France et constitue l'une des principales dynasties de banquiers d'affaires avec Lazard et Rothschild en France. En 1977-1978, la banque Rothschild acquiert 48 % des parts de la banque Stern. 
Étant une des seules banques françaises à ne pas avoir été nationalisée en 1981 et à ne pas avoir reçu d'aide de l'État français, elle sera reprise par Édouard Stern qui la revend en 1985 à des investisseurs libanais pour 300 millions de francs. Il recrée un nouvel établissement, au nom et à l'activité similaire, qui est dirigé par Jean Peyrelevade de 1986 à 1988. En 1987, la banque est vendue à un prix supérieur à quatre fois ses fonds propres, 1.75 milliard de francs  a Swiss Bank Corporation (SBS qui fusionnera ultérieurement avec UBS pour former UBS S.A.) avec une participation de 51 % puis des 49 % restant l'année suivante . De 1989 à 1991, la nouvelle filiale française de la puissante banque suisse révèle son incapacité à gagner de l'argent en l'absence de son jeune actionnaire. Cédée en 1992 par la Société de banque suisse à la COMIPAR, holding (dont la SBS détenait 20 %) créée la même année par Gérard Eskénazi, elle est rapidement fusionnée avec la banque Pallas France (Pallas-Stern) de Pierre Moussa dont la crise immobilière avait gravement compromis la situation. Édouard Stern s'installe en Suisse pour créer un fonds spéculatif abondé par Lazard. En 1997 Édouard Stern propose une offre de reprise avec le consortium Participation 80 - Reybier, dans l'espoir de récupérer la marque et les actifs, qui sera refusé par le tribunal compte tenu de son passif, aux côtés de celui de Goldman Sachs - Daiwa et celui de la MAAF,.

## Personnalités
Quelques grands noms de la finance ont marqué la vie de la banque au cours de ces années dont notamment : 
- Antoine Jacob Stern 1835-1885,
- Edgard Stern 1877-,
- Jacques-Henri David,
- Claude Pierre-Brossolette 1982-1986,
- Charles-Henri Filippi 1986,
- Jean Peyrelevade 1986-1988,
- Philippe Jaffré 1988,
- Édouard Stern 1988-2005,
- Jean-Claude Hassan 2005-2011.